# کوی (اکلاهما)
کوی (به انگلیسی: Quay) یک منطقهٔ مسکونی در ایالات متحده آمریکا است که در اکلاهما واقع شده‌است. کوی ۰٫۵ کیلومتر مربع مساحت و ۴۷ نفر جمعیت دارد و ۲۸۶ متر بالاتر از سطح دریا واقع شده‌است.